# Сауле (Біржан-сала район)
Сауле́ (каз. Сәуле) — село у складі району Біржан-сала Акмолинської області Казахстану. Входить до складу Бірсуатського сільського округу.
Населення — 280 осіб (2021; 387 у 2009, 427 у 1999, 418 у 1989).
Національний склад станом на 1989 рік:
- казахи — 100 %.